# كاتو سكولاريون (ثيسالونيكي)
كاتو سكولاريون (Κάτω Σχολάριον) هي مدينة في ثيسالونيكي في مقاطعة فوريا إلادا في اليونان.